# Liste des épisodes d'El Internado

Guide des épisodes et audiences du feuilleton espagnol diffusé par Antena 3, El Internado :

## Saisons
| Saison | Saison | Épisodes | Début            | Fin             | Audience moyenne | Audience moyenne | Audience moyenne |
| Saison | Saison | Épisodes | Début            | Fin             | Téléspectateurs  | Part d'audience  |                  |
| ------ | ------ | -------- | ---------------- | --------------- | ---------------- | ---------------- | ---------------- |
|        | 1      | 6        | 24 mai 2007      | 28 juin 2007    | 4 077 000        | 23,8 %           |                  |
|        | 2      | 8        | 7 novembre 2007  | 2 janvier 2008  | 3 612 000        | 20,2 %           |                  |
|        | 3      | 9        | 23 avril 2008    | 25 juin 2008    | 3 421 000        | 20,4 %           |                  |
|        | 4      | 11       | 22 octobre 2008  | 15 janvier 2009 | 3 893 000        | 22,0 %           |                  |
|        | 5      | 9        | 12 mai 2009      | 7 juillet 2009  | 3 163 000        | 18,4 %           |                  |
|        | 6      | 13       | 16 novembre 2009 | 1er mars 2010   | 2 929 000        | 16,5 %           |                  |
|        | 7      | 15       | 2 juin 2010      | 13 octobre 2010 | 2 500 000        | 15,0 %           |                  |
| Total  | Total  | 71       | 2007             | 2010            | 3 370 000        | 19,5 %           |                  |

## Première saison
| # | Première saison                                                           | Date de diffusion | Code de prod. | Audience de la première diffusion                       |
| --- | ------------------------------------------------------------------------- | ----------------- | ------------- | ------------------------------------------------------- |
| 01 | Los monstruos no hacen cosquillas Les monstres ne font pas de chatouilles | 24 mai 2007       | 1x01          | 4 629 000 téléspectateurs et 25,8 % de parts d'audience |
| María réussit à s'évader de l'asile psychiatrique où elle était internée. Elle se rend à l'internat Lagune noire où elle est employée comme femme de ménage. Marcos et Paula arrivent à l'internat la Lagune noire, leur nouveau foyer. Une nouvelle année commence et les parents et proches viennent dire au revoir à leurs enfants à la porte de l'école où ils passeront le reste de l'année.                  |                                                                           |                   |               |                                                         |
| 02 | Todo el mundo tiene un secreto Tout le monde a un secret                  | 31 mai 2007       | 1x02          | 4 590 000 téléspectateurs et 25,4 % de parts d'audience |
| María tente par tous les moyens d'obtenir les fiches médicales des élèves de l'internat, son fils ayant un groupe sanguin très rare et son dossier lèverait tout doute. Cependant, un obstacle va se dresser sur sa route : la police est venue à la Lagune noire pour la chercher. |                                                                           |                   |               |                                                         |
| 03 | Ojos que no ven Loin des yeux...                                          | 7 juin 2007       | 1x03          | 3 601 000 téléspectateurs et 20,8 % de parts d'audience |
| Héctor est convaincu de sa décision d'épouser Elsa et tente de faire des plans romantiques avec elle, mes ses devoirs incombant à sa charge de directeur l'absorbent et il ne se rend pas compte qu'il néglige sa relation. |                                                                           |                   |               |                                                         |
| 04 | Un mensaje en una botella Un message dans une bouteille                   | 14 juin 2007      | 1x04          | 4 200 000 téléspectateurs et 23,5 % de parts d'audience |
| Carolina se fait passer pour Alfonso et envoie un courriel à Ricardo Montoya avec qui elle a rendez-vous au cimetière. Le journaliste informe les enfants de la disparition, dans les années 1970, de cinq petits orphelins et les prévient de grand danger qu'ils courent s'ils poursuivent leur enquête. Il insiste sur le fait qu'ils ne doivent faire confiance à personne, ni à l'internat, ni à l'extérieur. |                                                                           |                   |               |                                                         |
| 05 | Un cadáver en la laguna Un cadavre dans la lagune                         | 21 juin 2007      | 1x05          | 3 726 000 téléspectateurs et 23,0 % de parts d'audience |
| Héctor découvre, dans la lagune, le cadavre dépecé de Ricardo Montoya. Les enfants, après s'être remis du choc initial, s'aperçoivent qu'ils ont perdu la seule preuve qu'ils avaient de la mort de cinq orphelins. Lorsqu'ils retournent au puits afin d'essayer d'y trouver une quelconque autre preuve, ils y voient des ouvriers travaillant au comblement définitif de l'entrée.                              |                                                                           |                   |               |                                                         |
| 06 | La noche de Santa Isabel La Nuit de la sainte Isabel                      | 28 juin 2007      | 1x06          | 3 717 000 téléspectateurs et 24,7 % de parts d'audience |
| Cayetano, Roque, Victoria et Carolina sont enfermés dans les souterrains. La porte par laquelle ils sont entrés, dans la cheminée, s'est refermée hermétiquement sur eux. Ils n'ont pas d'autre choix que de s'aventurer dans le labyrinthe des couloirs sans Marcos ni Iván qui, eux, se sont retrouvés enfermés dans la chambre d'Alfonso.                                                                       |                                                                           |                   |               |                                                         |

## Deuxième saison
| # | Deuxième saison                                         | Date de diffusion | Code de prod. | Audience de la première diffusion                       |
| --- | ------------------------------------------------------- | ----------------- | ------------- | ------------------------------------------------------- |
| 07 | ¿Con qué sueñan los peces? À quoi rêvent les poissons ? | 7 novembre 2007   | 2x01          | 3 073 000 téléspectateurs et 16,9 % de parts d'audience |
| En à peine quelques jours, Héctor a dû affronter les pires moments de sa vie : le cadavre d'un des élèves de l'internat a été trouvé et ils risquent de trouver rapidement un autre corps, d'autant plus qu'un élève reste introuvable. Le directeur se sent profondément responsable. |                                                         |                   |               |                                                         |
| 08 | Persiguiendo luciérnagas À la poursuite de lucioles     | 14 novembre 2007  | 2x02          | 3 268 000 téléspectateurs et 19,1 % de parts d'audience |
| Un nouveau professeur de mathématiques est arrivé à la Lagune noire. Il s'agit de Mateo qui n'a pas commencé d'un bon pied à l'internat : alors qu'il cherchait la route de l'école, il entre en collision avec la voiture d'Amelia. Cette dernière cherche à se venger à sa façon de l'incident. |                                                         |                   |               |                                                         |
| 09 | El anillo La Bague                                      | 21 novembre 2007  | 2x03          | 3 636 000 téléspectateurs et 19,9 % de parts d'audience |
| Jacinta a obtenu son bulletin de sortie et peut enfin retourner à ce qu'elle considère comme son foyer. Cependant, de nombreuses surprises l'attendent à son retour et toutes ne seront pas agréables. Héctor a démissionné et Elsa, en tant que nouvelle directrice, a décidé d'apporter quelques changements en s'immisçant dans ce qui avait toujours été du ressort de la gouvernante. |                                                         |                   |               |                                                         |
| 10 | La caja de música La Boîte à musique                    | 28 novembre 2007  | 2x04          | 3 941 000 téléspectateurs et 18,9 % de parts d'audience |
| Maintenant qu'Elsa et Héctor ont assumé leur future paternité, il est temps de s'assurer que tout va bien. Le docteur Martín va se charger de le vérifier, C'est le même médecin qui avait assisté la mère d'Elsa à sa naissance. |                                                         |                   |               |                                                         |
| 11 | En orden alfabético Par ordre alphabétique              | 5 décembre 2007   | 2x05          | 3 294 000 téléspectateurs et 19,3 % de parts d'audience |
| La fille de Jacinta est victime d'un accident de voiture dans lequel presque tous les occupants du véhicule meurent dans le tragique choc. Julia découvre que c'est Victoria a volé l'examen et la photographie dans la chambre de Mateo et non Iván, comme tout le monde le croit. Le nouveau contact de Fermín est enfin arrivé mais, après ce qui s'est passé, le cuisinier n'a plus confiance en personne. |                                                         |                   |               |                                                         |
| 12 | Ver para creer Voir pour croire                         | 12 décembre 2007  | 2x06          | 3 552 000 téléspectateurs et 19,8 % de parts d'audience |
| Iván apprend, par une lettre de sa cousine, toute la vérité sur son passé, tout ce que ses parents ont toujours voulu lui cacher. Carol a également reçu des nouvelles de sa famille : sa mère a été hospitalisée en urgence. Les enquêtes des enfants commencent à porter leurs fruits. Ils ont publié une petite annonce afin de suivre la piste des fillettes disparues et, finalement, quelqu'un a répondu à leur appel. |                                                         |                   |               |                                                         |
| 13 | Mi amigo el monstruo Mon Ami le monstre                 | 19 décembre 2007  | 2x07          | 3 896 000 téléspectateurs et 21,4 % de parts d'audience |
| Evelyn s'est fâchée avec Paula. Son amie s'entête à dire que le gnome est gentil mais, lorsqu'elle l'a vu, elle a été effrayée. Les enfants voient dans le journal que la juge Saavedra ne s'est pas présentée à un procès très important qu'elle devait présider. Elle a disparu pour toujours, tout comme les preuves qu'ils conservaient dans le grenier. Plusieurs secrets de la Lagune noire commencent à être mis au jour. María découvre chaque jour des choses de plus en plus étranges sur Fermín qui s'intéresse un peu trop aux œuvres d'art de l'école. |                                                         |                   |               |                                                         |
| 14 | El polo norte Le Pôle Nord                              | 2 janvier 2008    | 2x08          | 4 693 000 téléspectateurs et 25,4 % de parts d'audience |
| Les enfants ont décidé d'abandonner l'enquête. Paula est très triste. Son ami le « gnome » ne s'occupera plus jamais d'elle et, de plus, Héctor, en qui elle avait tant confiance, est le responsable de cette situation. Elsa se remet des coups qu'elle a reçus dans la grotte du gnome, même si elle a des blessures qui ne se refermeront plus jamais. |                                                         |                   |               |                                                         |

## Troisième saison
| # | Troisième saison                                                       | Date de diffusion | Code de prod. | Audience de la première diffusion                       |
| --- | ---------------------------------------------------------------------- | ----------------- | ------------- | ------------------------------------------------------- |
| 15 | El búho Le Hibou                                                       | 23 avril 2008     | 3x01          | 3 695 000 téléspectateurs et 21,8 % de parts d'audience |
| Les enfants découvrent que ce n'était pas Héctor, le « papa Noël » qui a agressé Marcos dans les souterrains. Personne n'a plus de nouvelles de Fermín depuis plusieurs semaines. Un hibou blanc vient se poser chaque matin à la fenêtre de la chambre de Paula tout comme le faisait chaque matin son ami le gnome. |                                                                        |                   |               |                                                         |
| 16 | 8 milímetros Huit millimètres                                          | 30 avril 2008     | 3x02          | 3 341 000 téléspectateurs et 20,8 % de parts d'audience |
| Les enfants découvrent que la toile trouvée dans les souterrains, dans le sac à dos, est le Triptyque de l'épiphanie de Jérôme Bosch, œuvre d'une valeur inestimable tant historique que pécuniaire. Les parents d'Evelyn ont décidé de se séparer et la fillette devra accepter que son père refasse sa vie avec une autre personne et loin d'elle, dans un « pays étranger ».                                                                                           |                                                                        |                   |               |                                                         |
| 17 | El soldadito de plomo Le Petit Soldat de plomb                         | 7 mai 2008        | 3x03          | 3 310 000 téléspectateurs et 17,4 % de parts d'audience |
| Fermín a enfin des nouvelles de son contact. De son côté, Marcos essaye de trouver un sens à ce qu'il découvre et tente de comprendre pourquoi son grand-père opérait d'anciennes élèves de l'orphelinat. Entre-temps, Paula et Evelyn décident de voler un œuf à la cuisine afin d'obtenir un poussin, mais l'œuf leur échappe et tombe par la fenêtre sur la tête de Mateo qui jure de trouver le coupable.                                                             |                                                                        |                   |               |                                                         |
| 18 | En el fondo del mar Au fond de la mer                                  | 14 mai 2008       | 3x04          | 3 155 000 téléspectateurs et 20,5 % de parts d'audience |
| Le vieux professeur séquestre Irene Espí dans une chambre aménagée dans les souterrains ; il est évident que quelqu'un, de l'intérieur, est en train de l'aider et on découvrira son visage, un visage très familier. Jacinta et Héctor pourront, grâce à des analyses, confirmer leurs doutes. Les enfants avancent d'un pas de géant dans l'enquête en réussissant à parler, par internet, à l'assassin de Cristina Palacios.                                           |                                                                        |                   |               |                                                         |
| 19 | La vida es sueño La vie est un rêve                                    | 28 mai 2008       | 3x05          | 3 461 000 téléspectateurs et 20,8 % de parts d'audience |
| Paula est effrayée et a de vagues souvenirs de ce qu'on lui a fait durant la nuit. Jacinta a besoin d'argent et elle n'aura d'autre choix que de ravaler sa fierté et aller voir don Joaquín. Iván est préoccupé par María. Cependant, s'il en est un qui ne laisse aucun doute sur ses intentions, c'est bien Mateo qui menace de plus en plus clairement les enfants.                                                                                                   |                                                                        |                   |               |                                                         |
| 20 | La peor cárcel del mundo La Pire Prison du monde                       | 4 juin 2008       | 3x06          | 3 196 000 téléspectateurs et 18,4 % de parts d'audience |
| Les enfants se demandent si Mateo n'est pas le cerveau de tout ce qui se passe à l'école et décident de fouiller sa chambre. Julia continue de voir Cayetano même si elle feint que rien ne se passe. Javier Holgado a cassé une patte du hibou qui vient voir Paula chaque jour et les fillettes apportent l'oiseau à Jacinta afin que celle-ci le soigne. |                                                                        |                   |               |                                                         |
| 21 | El fantasma de la profesora decapitada Le Fantôme de la prof décapitée | 11 juin 2008      | 3x07          | 3 428 000 téléspectateurs et 20,4 % de parts d'audience |
| María va dire à Iván que Fermín a brûlé le tableau de Bosch et Iván lui donne une nouvelle encore plus frappante. Miguel a raconté au plus petits de l'école une histoire terrifiante au sujet d'un fantôme sans tête qui hante les toilettes de l'internat. |                                                                        |                   |               |                                                         |
| 22 | Los cinco vengadores Les Cinq Vengeurs                                 | 18 juin 2008      | 3x08          | 3 267 000 téléspectateurs et 19,8 % de parts d'audience |
| Alors qu'ils effectuent une activité pour le cours d'éducation physique, Iván, Marcos, Vicky, Carol et Roque trouvent dans le bois de vieux agrès datant de l'époque de l'orphelinat. Héctor vient de faire une découverte énorme : grâce à Paula, il a pu décrypter les phrases codées que sa sœur, Irene Espí, avait écrites dans le Petit Prince, son livre préféré. Nora a réussi à dénicher l'entrée secrète du grenier.                                             |                                                                        |                   |               |                                                         |
| 23 | La noche del fuego La Nuit du feu                                      | 25 juin 2008      | 3x09          | 3 944 000 téléspectateurs et 24,0 % de parts d'audience |
| Les élèves de la Lagune noire célèbrent leur traditionnelle fête de fin d'année. Durant cette fête, les enfants jettent dans un énorme bûcher tout ce qui leur évoque de mauvais souvenirs. Julia veut que Cayetano disparaisse de sa vie et, pour cela, elle a besoin que ses camarades lui fassent confiance. Grâce à Paula, Héctor réussit à avancer à grands pas dans son enquête. Grâce aux enquêtes de Fermín, Nora sait désormais comment accéder aux souterrains. |                                                                        |                   |               |                                                         |

## Quatrième saison
| # | Quatrième saison                                   | Date de diffusion | Code de prod. | Audience de la première diffusion                       |
| --- | -------------------------------------------------- | ----------------- | ------------- | ------------------------------------------------------- |
| 24 | La maldición La Malédiction                        | 22 octobre 2008   | 4x01          | 3 966 000 téléspectateurs et 22,7 % de parts d'audience |
| Martín et Lucas sont habitués à vivre en se cachant mais, cette fois-ci, les gendarmes ont failli les attraper peu avant d'arriver à leur destination : l'internat. Fermín cherche depuis plusieurs jours le bébé d'Irene Espí. Paula est convaincue d'avoir vu sa mère dans une voiture le jour de la fête de la Nuit du feu, alors qu'elle revenait avec Héctor de la grotte du gnome.                     |                                                    |                   |               |                                                         |
| 25 | La sala del tesoro La Salle du trésor              | 29 octobre 2008   | 4x02          | 3 853 000 téléspectateurs et 22,1 % de parts d'audience |
| Marcos va vivre un des moments les plus durs de sa vie : il doit reconnaître ses parents à la morgue. María est partagée entre la honte et la culpabilité pour ce qui s'est passé à la naissance d'Iván. Lucas et Martín découvrent par hasard la porte secrète de l'armoire de leur chambre qui mène au grenier.                                                                                            |                                                    |                   |               |                                                         |
| 26 | El secreto mejor guardado Le Secret le mieux gardé | 5 novembre 2008   | 4x03          | 4 191 000 téléspectateurs et 23,8 % de parts d'audience |
| Le message reçu par Marcos sur son téléphone portable était clair : « Ne rappelle plus ou nous sommes morts. » Lucas a fait un autre de ses rêves prémonitoires. Un ramoneur embauché par Jacinta travaille dans les cheminées de l'internat. |                                                    |                   |               |                                                         |
| 27 | Premonición Prémonition                            | 12 novembre 2008  | 4x04          | 4 021 000 téléspectateurs et 23,0 % de parts d'audience |
| Héctor a passé une nuit blanche avec Marcos qui se remet de sa tentative de suicide dans une chambre d'hôpital. Les gendarmes se présentent à l'école en posant des questions au sujet d'une voiture abandonnée. Noiret active accidentellement un dangereux compte à rebours en entrant dans l'ordinateur de Mateo.                                                                                         |                                                    |                   |               |                                                         |
| 28 | El exorcismo L'Exorcisme                           | 19 novembre 2008  | 4x05          | 3 777 000 téléspectateurs et 20,8 % de parts d'audience |
| Marcos se repasse sans arrêt les images enregistrées sur la clé USB que lui a remise la psychologue, sur lesquelles sa mère se rappelle certains fragments de son enfance. Paula et Lucas sont très inquiets pour Evelyn. Pedro sait parfaitement ce qu'il a vu dans le bois : Jacques Noiret à côté d'un cercueil, déterrant un cadavre.                                                                    |                                                    |                   |               |                                                         |
| 29 | Escrito en las estrellas Écrit dans les étoiles    | 26 novembre 2008  | 4x06          | 3 933 000 téléspectateurs et 22,7 % de parts d'audience |
| Les gendarmes se rendent à l'internat afin de vérifier la relation entre Pedro et le cadavre qu'il avait dans le coffre de sa voiture. Jacinta entend une conversation suspecte entre Paula et Evelyn. Julia ignore pourquoi son père apparaît sur la vidéo des régressions d'Irene Espí. |                                                    |                   |               |                                                         |
| 30 | Un buen soldado Un bon soldat                      | 3 décembre 2008   | 4x07          | 3 675 000 téléspectateurs et 20,8 % de parts d'audience |
| Iván, pour prouver à ses amis qu'il a confiance en son père, décide de signer les papiers de l'autorité parentale. Héctor a un besoin urgent d'argent liquide et appelle la bijouterie pour vendre un autre des diamants. Fermín vient voir sa mère afin qu'elle lui donne des réponses sur l'assassinat de son père.                                                                                        |                                                    |                   |               |                                                         |
| 31 | La llave La Clé                                    | 10 décembre 2008  | 4x08          | 3 969 000 téléspectateurs et 22,5 % de parts d'audience |
| Carolina est convaincue qu'Amelia cache quelque chose, surtout après avoir découvert la complicité qu'elle partage avec Noiret. Paula et Evelyn croient que Jacinta veut se suicider après une histoire que leur a raconté Lucas. Fermín, pour sa part, continue d'enquêter sur les informations que lui a données Saúl, « le vieux », au sujet du meurtre de son père.                                      |                                                    |                   |               |                                                         |
| 32 | El unicornio La Licorne                            | 17 décembre 2008  | 4x09          | 3 752 000 téléspectateurs et 22,1 % de parts d'audience |
| Carolina se méfie d'Amelia plus que jamais après l'avoir vue arriver à l'internat en compagnie de Jacques Noiret tard dans la nuit. Lucas avoue enfin à son père ce qui le tourmente toutes les nuits. Elsa est débordée, elle a du mal à concilier son travail de directrice du centre avec son nouveau rôle de mère.                                                                                       |                                                    |                   |               |                                                         |
| 33 | Un punto en el mar Un point dans la mer            | 7 janvier 2009    | 4x10          | 3 396 000 téléspectateurs et 18,9 % de parts d'audience |
| L'internat se prépare pour les festivités des Deux Lunes qui se dérouleront ce soir. Jacinta découvre Héctor inconscient sur le sol de sa chambre. Lucas trouve dans sa chambre le tournevis de son rêve prémonitoire. |                                                    |                   |               |                                                         |
| 34 | La noche de las dos lunas La Nuit des Deux Lunes   | 15 janvier 2009   | 4x11          | 4 293 000 téléspectateurs et 22,4 % de parts d'audience |
| Julia est tombée dans le piège que lui a tendu son beau-père qui menace de la tuer si elle ne lui remet pas tout ce qu'elle a sorti du coffre-fort de la banque. Maintenant que Fermín sait que don Joaquín, le père d'Elsa, est l'assassin de son père qu'il cherchait depuis tant d'années, il va être tenté de rendre justice lui-même. Paula se rend à la fête avec, sans le savoir, une véritable arme. |                                                    |                   |               |                                                         |

## Cinquième saison
| # | Cinquième saison                                                | Date de diffusion | Code de prod. | Audience de la première diffusion                       |
| --- | --------------------------------------------------------------- | ----------------- | ------------- | ------------------------------------------------------- |
| 35 | El cuaderno del Doctor Wulf Le Carnet du docteur Wulf           | 12 mai 2009       | 5x01          | 3 403 000 téléspectateurs et 18,6 % de parts d'audience |
| Rebeca est la nouvelle professeur d'histoire. Marcos a envoyé un message à ses amis pour leur donner rendez-vous dans le bois. Lucas décide d'avouer à Elsa que don Joaquín, son père, est mort. Fermín, anéanti, assiste à l'enterrement de sa mère. |                                                                 |                   |               |                                                         |
| 36 | Amnesia Amnésie                                                 | 19 mai 2009       | 5x02          | 3 430 000 téléspectateurs et 18,6 % de parts d'audience |
| Hugo, le nouveau professeur d'éducation physique, arrive à l'internat afin de donner un coup de main à son ami Héctor. Les enfants rassemblent des preuves et cherchent un bon endroit pour les cacher jusqu'à la fin de l'année et pouvoir ainsi les donner à la police. Amelia craint que Fermín raconte à ses supérieurs que c'est elle qui l'a sauvé, dans la salle du trésor.                                                          |                                                                 |                   |               |                                                         |
| 37 | El hombre del saco Le Croquemitaine                             | 26 mai 2009       | 5x03          | 3 199 000 téléspectateurs et 18,0 % de parts d'audience |
| Marcos découvre dans son portable trois appels manqués de son père mais, lorsqu'ils tente de le rappeler, le résultat n'est pas celui escompté. Julia semble avoir un étrange cauchemar, mais elle s'aperçoit très vite que c'est quelque chose de très réel. Jacques Noiret demande à Paula et Evelyn de garder un instant le petit Samuel.                                                                                                |                                                                 |                   |               |                                                         |
| 38 | La novia cadáver La Mariée cadavérique                          | 2 juin 2009       | 5x04          | 3 310 000 téléspectateurs et 18,5 % de parts d'audience |
| Paula découvre dans les toilettes le cadavre de Susana pendant au plafond. Marcos et Iván retournent aux souterrains afin de vérifier qui se trouve dans le cercueil qu'ils ont aperçu dans les laboratoires souterrains. Fernando a tenté de se suicider, convaincu de délivrer ainsi sa sœur de tous les sacrifices qu'elle doit faire afin que son frère obtienne ses médicaments.                                                       |                                                                 |                   |               |                                                         |
| 39 | La promesa La Promesse                                          | 9 juin 2009       | 5x05          | 3 423 000 téléspectateurs et 18,7 % de parts d'audience |
| Toute l'école observe une minute de silence pour la mort de Susana en présence de la tante de la jeune fille. Rebeca est sûre que don Joaquín est mort et veut savoir où il a été enterré. Le fantôme de la femme noyée réapparaît à Julia qui n'ose en parler à personne, sauf à Roque. |                                                                 |                   |               |                                                         |
| 40 | El vampiro Le Vampire                                           | 16 juin 2009      | 5x06          | 3 285 000 téléspectateurs et 19,0 % de parts d'audience |
| Jacinta et Héctor sont choqués par l'enregistrement qu'ils ont vu et sur lequel Jacques Noiret parle du projet Géminis. La police enquête sur l'accident dans lequel le petit Samuel est censé s'être noyé, en interrogeant tous ceux qui étaient du côté de la lagune ce jour-là. Une chauve-souris est entrée dans la chambre des petites et Evelyn est persuadée que c'est un vampire.                                                   |                                                                 |                   |               |                                                         |
| 41 | El rey de la baraja Le Roi des cartes                           | 23 juin 2009      | 5x07          | 2 280 000 téléspectateurs et 16,1 % de parts d'audience |
| Vicky est toujours prisonnière des souterrains et sa vie est sérieusement en danger. Héctor confie à Jacinta ce qu'il a découvert. Camilo et Noiret essaient de savoir qui leur a donné rendez-vous ce soir à l'ermitage et pourquoi il l'a fait en utilisant « un roi des cartes ». |                                                                 |                   |               |                                                         |
| 42 | Paula en el país de las maravillas Paula au pays des merveilles | 30 juin 2009      | 5x08          | 2 897 000 téléspectateurs et 17,8 % de parts d'audience |
| Elsa tente de masquer un œil au beurre noir avec de grandes lunettes de soleil. Carol et Vicky n'arrêtent pas de cogiter sur les derniers mots dits par Nacho avant de mourir : « Un de vous est un traître. » María a un plan pour quitter l'internat avec son fils et elle le fera de gré ou de force. |                                                                 |                   |               |                                                         |
| 43 | El último día Le Dernier Jour                                   | 7 juillet 2009    | 5x09          | 3 433 000 téléspectateurs et 21,7 % de parts d'audience |
| Marcos, totalement désemparé, découvre qu'Héctor, l'ex-directeur de l'internat sur qui il avait tant de doutes, est en réalité Samuel Espí, le frère de sa mère. Le dernier jour d'école, alors que tous ses camarades préparent leurs valises pour profiter des vacances, Marcos, Carol, Iván, Vicky, Roque et Julia préparent sa fuite. Julia continue de recevoir quotidiennement les « visites » de Valentina, la mère adoptive d'Iván. |                                                                 |                   |               |                                                         |

## Sixième saison
| # | Sixième saison                                              | Date de diffusion | Code de prod. | Audience de la première diffusion                       |
| --- | ----------------------------------------------------------- | ----------------- | ------------- | ------------------------------------------------------- |
| 44 | Los monstruos vienen de noche Les monstres viennent la nuit | 16 novembre 2009  | 6x01          | 3 180 000 téléspectateurs et 16,5 % de parts d'audience |
| Une nouvelle année commence à l'internat. Petit à petit, les élèves reviennent après les vacances estivales et s'installent dans leurs chambres habituelles. Paula et Evelyn sont ravies de revenir à l'école et se retrouver après les vacances. Elsa est obsédée par la femme qu'elle a vu à l'internat le dernier jour d'école : une femme tenait dans ses bras son petit Samuel. |                                                             |                   |               |                                                         |
| 45 | Las galletas del porvenir Les Biscuits de l'avenir          | 23 novembre 2009  | 6x02          | 2 839 000 téléspectateurs et 15,2 % de parts d'audience |
| Lucía vient de recevoir une terrible nouvelle : ses parents, le couple Merkel, ont été retrouvés morts chez eux. Evelyn a des biscuits chinois qui prédisent l'avenir. La relation du groupe de jeunes se dégrade. |                                                             |                   |               |                                                         |
| 46 | El hombre lobo Le Loup-Garou                                | 30 novembre 2009  | 6x03          | 2 857 000 téléspectateurs et 15,1 % de parts d'audience |
| Quelque chose ou quelqu'un est entré à l'infirmerie de nuit et y a tout chamboulé. Fermín a réussi à faire examiner María par un psychiatre de confiance et extérieur à l'hôpital. Jacinta essaie d'obtenir d'Elsa une offre d'emploi pour María. Vicky s'est rendu compte que Carol a, ces derniers temps, un comportement très suspect. |                                                             |                   |               |                                                         |
| 47 | La traición La Trahison                                     | 7 décembre 2009   | 6x04          | 2 565 000 téléspectateurs et 16,3 % de parts d'audience |
| Tous les membres du groupe sont infectés et doivent se soumettre à Noiret afin d'obtenir le médicament qui les maintient en vie. Chaque jour, le traître, comme les autres, prend une ampoule remise par Noiret, mais la sienne ne contient pas de médicament. Grâce aux images enregistrées par la caméra cachée, Fermín finit par sauver María de l'asile psychiatrique et la ramener à l'école. Paula, Evelyn et Lucas continuent de chercher à savoir qui est le loup-garou.                                     |                                                             |                   |               |                                                         |
| 48 | El baile de los culpables Le Bal des coupables              | 14 décembre 2009  | 6x05          | 3 111 000 téléspectateurs et 17,7 % de parts d'audience |
| Iván ne pense pas céder au chantage de Noiret qui refuse de lui donner le médicament tant qu'il ne saura pas où est cachée María. Rebeca raconte à Fermín ce qu'elle a découvert. Tout le monde se prépare à célébrer la nuit de la sainte Isabel, surtout Evelyn et Lucas, chargés d'ouvrir le bal. |                                                             |                   |               |                                                         |
| 49 | Paula y el lobo Paula et le Loup                            | 11 janvier 2010   | 6x06          | 2 646 000 téléspectateurs et 14,8 % de parts d'audience |
| Les enfants sont très inquiets car Jacques Noiret ne les a pas convoqués pour leur donner leur dose quotidienne de médicament. Le fantôme d'une fillette ressemblant étrangement à Paula se présente de nouveau devant Julia : il est évident qu'elle veut lui dire quelque chose. Gustavo, le chien du garde forestier, est découvert mort. |                                                             |                   |               |                                                         |
| 50 | La leyenda de Eva La Légende d'Eva                          | 18 janvier 2010   | 6x07          | 2 567 000 téléspectateurs et 15,0 % de parts d'audience |
| Carolina est persuadée que l'un de ses amis est un traître. Carolina tend un piège à Noiret. Rebeca a fait tout ce qu'elle a pu pour sauver Tomás, l'enfant qu'elle a trouvé dans la cabane, mais elle ne peut savoir comment il évolue puisqu'elle a dû fuir afin qu'on ne l'y voit pas. |                                                             |                   |               |                                                         |
| 51 | La princesa de hielo La Princesse de glace                  | 25 janvier 2010   | 6x08          | 3 098 000 téléspectateurs et 17,1 % de parts d'audience |
| Roque a évité d'être découvert mais cela lui a coûté très cher. Rebeca et Fermín ont découvert le brillant parcours universitaire d'Hugo et suspectent que sa licence en biologie moléculaire est en rapport avec les expériences que fait Lucía sur les mendiants. María continue de chercher des informations sur Fermín. |                                                             |                   |               |                                                         |
| 52 | El extraterrestre L'Extra-Terrestre                         | 1er février 2010  | 6x09          | 3 024 000 téléspectateurs et 17,6 % de parts d'audience |
| Les enfants décident d'aller voir la police après avoir découvert le cadavre de Carolina dans le bois, mais Jacques Noiret arrive à ce moment-là, accompagné de plusieurs hommes armés, pour l'emporter devant leur regard impuissant. Fermín soigne Rebeca d'une blessure par balle reçue lors de sa rencontre avec Hugo dans les souterrains. Noiret découvre qu'il a un fils, fruit de la relation qu'il a entretenue dans le passé avec Lucía. La mystérieuse lumière blanche inonde le ciel par-dessus le bois. |                                                             |                   |               |                                                         |
| 53 | La habitación número 13 La Chambre numéro treize            | 8 février 2010    | 6x10          | 3 013 000 téléspectateurs et 16,1 % de parts d'audience |
| Les enfants ont compris que le fantôme d'Eva Wulf jouait à la marelle sur un plan de l'internat afin de leur indiquer un endroit, un lieu où chercher. Amelia, anéantie, commence à comprendre beaucoup des choses qui se passent en voyant les vidéos d'Irene Espí dans sa consultation psychologique. Jacinta est de très mauvaise humeur et Paula et Evelyn arrivent à la conclusion que ce dont a besoin la gouvernante, c'est... d'un fiancé.                                                                   |                                                             |                   |               |                                                         |
| 54 | El mago Le Magicien                                         | 15 février 2010   | 6x11          | 2 906 000 téléspectateurs et 16,3 % de parts d'audience |
| Les enfants ont en leur possession un carnet trouvé dans la chambre d'Eva. Daniel, le frère jumeau d'Hugo, connu sous le pseudonyme d'Apolo, se cache dans le grenier. Alicia et Jacinta parlent de la mort de don Joaquín sans se rendre compte qu'Elsa écoute la conversation. |                                                             |                   |               |                                                         |
| 55 | Alaska                                                      | 22 février 2010   | 6x12          | 3 113 000 téléspectateurs et 17,7 % de parts d'audience |
| Marcos et Paula ont dormi dans le colombier, suivant les indications que leur père leur a données par téléphone. Martín reçoit la visite de Daniel qui affirme avoir tué son frère Hugo, dans le bois. Elsa refuse de continuer à collaborer avec Alicia maintenant qu'elle sait que c'est Martín qui a tué son père. |                                                             |                   |               |                                                         |
| 56 | Después de la luz Après la lumière...                       | 1er mars 2010     | 6x13          | 3 159 000 téléspectateurs et 17,6 % de parts d'audience |
| Au moins deux personnes mourront à la Lagune noire qui va vivre de terribles événements qui entraîneront un virage radical. Iván et Vicky essaient désespérément de réchauffer Julia, mais en vain. Parmi les pièces de la voiture téléguidée de Lucas qui a été cassée en mille morceaux par Javier Holgado, Evelyn trouve la capsule de verre qui contient le virus létal d'Ottox. Alicia ne peut plus rester les bras croisés.                                                                                    |                                                             |                   |               |                                                         |

## Septième saison
| # | Septième saison                                                  | Date de diffusion | Code de prod. | Audience de la première diffusion                       |
| --- | ---------------------------------------------------------------- | ----------------- | ------------- | ------------------------------------------------------- |
| 57 | El protocolo Le Protocole                                        | 2 juin 2010       | 7x01          | 2 904 000 téléspectateurs et 17,8 % de parts d'audience |
| Le virus d'Ottox a été libéré au cœur de l'école. Il n'y a plus de poursuivants ni de poursuivis, tout le monde pouvant être infecté. L'école a été isolée par une clôture barbelée, personne ne peut plus entrer ni sortir du périmètre de sécurité. Les communications ont été coupées. La vie des infectés dépend d'un médicament sans lequel ils mourront en quarante-huit heures. L'endroit où se trouvent ces médicaments a été enseveli et muré par l'explosion. |                                                                  |                   |               |                                                         |
| 58 | La amenaza La Menace                                             | 9 juin 2010       | 7x02          | 2 702 000 téléspectateurs et 16,3 % de parts d'audience |
| Les enfants s'unissent aux professeurs et à Hugo afin de dégager l'accès aux médicaments dans les souterrains devenus instables. L'arrivée à l'internat de quatre inconnus infectés implique une menace pour la sécurité de l'école. Fermín essaie de détendre l'atmosphère du troisième étage en animant et jouant avec les enfants. Le rythme des contagions s'accélère. Iván reçoit la pire nouvelle de sa vie et Paula va au-devant d'un sérieux danger... |                                                                  |                   |               |                                                         |
| 59 | El hombre misterioso L'Homme mystérieux                          | 16 juin 2010      | 7x03          | 2 518 000 téléspectateurs et 14,6 % de parts d'audience |
| Tout le monde tente de dégager Hugo et Rebeca des décombres à la suite de l'éboulement qui s'est produit dans les souterrains. Julia donne rendez-vous à Iván dans la salle de bains alors que celui-ci tente d'assumer le fait qu'il est atteint de la maladie d'Alzheimer. L'un des quatre nouveaux arrivants du troisième étage ne veut pas y rester et affirme qu'il n'est pas malade. María est obnubilée par cette personne, d'autant plus qu'elle l'avait vue à l'internat, le jour de l'explosion, à la recherche d'une élève de terminale. Vicky a vu en rêve la même personne que celle aperçue par Marcos. Personne ne pense qu'il s'agisse d'une pure coïncidence que de voir le même homme chauve avec une cicatrice sur la pommette. |                                                                  |                   |               |                                                         |
| 60 | El tesoro Le Trésor                                              | 23 juin 2010      | 7x04          | 2 082 000 téléspectateurs et 14,7 % de parts d'audience |
| Lucía avoue à Alicia que la version officielle de la mort d'Héctor n'est pas certaine. Ils s'approchent un peu plus des médicaments grâce à des bâtons de dynamite obtenus par Garrido. Elsa et Alicia sont d'accord sur le fait que Fermín doit posséder une arme au troisième étage. Iván prend ses propres mesures afin que Julia ne souffre pas pour lui. Pendant ce temps, Marcos s'entête à trouver dans le deuxième sous-sol l'homme qui dit savoir qui a tué Carolina. |                                                                  |                   |               |                                                         |
| 61 | El centro de la tierra Le Centre de la Terre                     | 30 juin 2010      | 7x05          | 2 392 000 téléspectateurs et 15,4 % de parts d'audience |
| Lucía est en situation périlleuse après avoir reçu une balle. Alicia et Elsa vont tenter de demander de l'aide, contre l'avis du colonel, étant inscrit au protocole. Lucía réussit à s'en sortir grâce à Fermín. Les garçons trouvent au niveau –2 l'homme étrange des rêves. Mais ce qu'ils ignorent, c'est qu'Héctor est également piégé à cet endroit. |                                                                  |                   |               |                                                         |
| 62 | Los tres pétalos Les Trois Pétales                               | 7 juillet 2010    | 7x06          | 1 936 000 téléspectateurs et 13,6 % de parts d'audience |
| Les enfants ne savent que faire de l'homme des rêves. Il n'y a plus assez de médicaments pour tous les infectés. Lucía avoue aux enfants qu'Héctor n'est pas mort ce jour-là. Un des personnages de El Internado meurt assassiné. |                                                                  |                   |               |                                                         |
| 63 | El asesino de Carolina Le Meurtrier de Carolina                  | 14 juillet 2010   | 7x07          | 2 176 000 téléspectateurs et 14,5 % de parts d'audience |
| María découvre la supercherie d'Hugo. L'homme mystérieux du niveau –2 tend un piège à Roque afin qu'il se dévoile devant ses camarades et qu'ils découvrent qui est le meurtrier de Carolina. |                                                                  |                   |               |                                                         |
| 64 | El último deseo Un dernier vœu                                   | 21 juillet 2010   | 7x08          | 2 013 000 téléspectateurs et 13,8 % de parts d'audience |
| Roque prend la fuite à l'aide de son arme, condamnant ses amis à une mort certaine. Les malades se mutinent, près de sortir et de contaminer toute l'école. Hugo, acculé, n'hésitera pas à tuer pour s'échapper de l'internat et briser le périmètre de sécurité. |                                                                  |                   |               |                                                         |
| 65 | El principio del fin Le Début de la fin                          | 6 septembre 2010  | 7x09          | 2 339 000 téléspectateurs et 14,0 % de parts d'audience |
| Alors que la maladie se répand sans contrôle dans l'école, quelques-uns de ses habitants assistent, effondrés, au rudimentaire enterrement d'Amelia. Sans aucun proche pour lui dire adieu, sans communication et sans pouvoir faire intervenir les autorités, l'institutrice des tout petits est enterrée dans le bois dans une rustique caisse de bois. Un effroyable pressentiment parcourt chacun des protagonistes présents à cette lugubre cérémonie : finiront-ils tous pareil ? |                                                                  |                   |               |                                                         |
| 66 | La última dosis La Dernière Dose                                 | 13 septembre 2010 | 7x10          | 2 273 000 téléspectateurs et 12,8 % de parts d'audience |
| Les militaires ont séquestré Max, l'homme mystérieux, le seul capable de reconstruire la machine à radiations, et ils disposent autour de l'école des mines antipersonnel. Il est évident qu'ils ne cherchent pas à les sauver sinon à les laisser mourir, les exterminer. Lucía croit avoir trouvé une façon de fabriquer plus de médicaments mais la formule implique de récupérer du sang de Paula, ce que Marcos refuse de faire. |                                                                  |                   |               |                                                         |
| 67 | Los últimos recuerdos Les Derniers Souvenirs                     | 20 septembre 2010 | 7x11          | 2 647 000 téléspectateurs et 14,2 % de parts d'audience |
| Fermín a marché sur une des mines antipersonnel que l'armée à placées autour de l'école et qui ont déjà fait leur première victime : Curro. Lorsque Hugo et le colonel apprennent ce qui s'est passé, pour eux, tout est clair : c'est l'occasion parfaite pour en finir avec le cuisiner une bonne fois pour toutes. Pendant qu'Hugo et ses complices planifient le meurtre de Fermín, Rebeca cherche le moyen de le sauver. Qui y arrivera en premier ? |                                                                  |                   |               |                                                         |
| 68 | Hasta que la muerte los separe Jusqu'à ce que la mort les sépare | 27 septembre 2010 | 7x12          | 2 582 000 téléspectateurs et 13,6 % de parts d'audience |
| Fermin a réchappé à la mort grâce à Rebeca. En revanche, Victoria a été retrouvée inanimée, sans pouls, après le vol de l'ordinateur d'Hugo perpetré par le lieutenant Garrido. L'infime espoir de créer de nouvelles doses de médicaments a disparu avec la découverte de la destruction des échantillons sanguins de Paula et la disparition de Lucía. |                                                                  |                   |               |                                                         |
| 69 | El último aliento Le Dernier Souffle                             | 4 octobre 2010    | 7x13          | 2 796 000 téléspectateurs et 14,4 % de parts d'audience |
| Alors que Fermín et María se sont mariés à l'internat, Roque surprend Garrido enterrant le corps de Lucía. Il le paiera de sa vie. Pendant ce temps, les militaires préparent l'assaut de l'internat afin de récupérer les échantillons du virus dans le but de créer des armes bactériologiques et s'enrichir grâce à leur vente. |                                                                  |                   |               |                                                         |
| 70 | La luz La Lumière                                                | 11 octobre 2010   | 7x14          | 2 637 000 téléspectateurs et 15,9 % de parts d'audience |
| Fermín et Rebeca tentent une incursion dans le camp militaire afin d'en faire sortir Max Levov. Clara a été manipulée par Garrido. Celle-ci, croyant à sa sortie, se fait abattre par Hugo. Elsa sera la première victime de la maladie. Rubén tente de s'enfuir de l'internat en enlevant Paula et en forçant Iván à conduire. Les enfants découvrent le corps de Roque pendu dans le bois. Iván est au plus mal. |                                                                  |                   |               |                                                         |
| 71 | El Fin La Fin                                                    | 13 octobre 2010   | 7x15          | 3 413 000 téléspectateurs et 19,2 % de parts d'audience |
| Malgré la meurtre de Max, la machine fonctionne enfin. Iván avait mémorisé en rêve le code d'accès à la machine. Les enfants pourront enfin être guéris et il ne reste plus, aux survivants, qu'à rejoindre le monde libre. Mais qui seront les survivants ? |                                                                  |                   |               |                                                         |